# Gieorgij Dienisow (1910–2005)
Gieorgij Jakowlewicz Dienisow (ros. Георгий Яковлевич Денисов, ur. 9 lutego?/22 lutego 1910 w Sulinie w Obwodzie Wojska Dońskiego, zm. 20 września 2005 w Moskwie) – radziecki polityk, I sekretarz Komitetu Obwodowego KPZR w Murmańsku (1958-1966).
Od 1927 górnik w obwodzie rostowskim, 1930 wstąpił do WKP(b), słuchacz wieczorowego fakultetu robotniczego, a 1932-1934 Instytutu Przemysłowego w Nowoczerkasku. W latach 1934–1935 pracownik wydziału politycznego sowchozu, 1935-1936 odbywał służbę zasadniczą w Armii Czerwonej, następnie działał w Komsomole i WKP(b). 1938 kierownik wydziału i sekretarz ds. kadr Komitetu Obwodowego WKP(b) w Chabarowsku, później I sekretarz Komitetu Miejskiego WKP(b) w Osze w obwodzie sachalińskim, 1941-1946 ponownie służył w Armii Czerwonej, uczestnik wojny z Niemieca. W latach 1946–1949 słuchacz Wyższej Szkoły Partyjnej przy KC WKP(b), 1949-1950 w KC WKP(b) (referent Komisji Polityki Wewnętrznej KC), 1950-1952 sekretarz Komitetu Obwodowego WKP(b) Kabardo-Bałkarii, następnie instruktor KC WKP(b)/KPZR, kierownik sektora obwodów północno-zachodnich Wydziału Organów Partyjnych KC WKP(b), od lipca 1958 do 2 grudnia 1966 I sekretarz Komitetu Obwodowego KPZR w Murmańsku. Od 31 października 1961 do 30 marca 1971 zastępca członka KC KPZR, od grudnia 1966 do 1977 członek Komisji Kontroli Partyjnej przy KC KPZR, następnie na emeryturze. Deputowany do Rady Najwyższej ZSRR 6 i 7 kadencji, delegat na XXI, XXII i XXIII Zjazdy KPZR. Pochowany na Cmentarzu Wagańkowskim w Moskwie.

## Odznaczenia
- Order Lenina
- Order Czerwonego Sztandaru Pracy (trzykrotnie)
- Order Czerwonej Gwiazdy
- Order „Znak Honoru”